# Liste der österreichischen Kronen-Banknoten
Von 1892 bis 1924 gab es in Österreich die Kronen-Währung. Allerdings kamen erst 1900 die ersten Kronen-Banknoten heraus.

## Kronen-Banknoten bis 1917
Im Folgenden findet sich eine Übersicht über die ausgegebenen Kronen-Banknoten. Die Informationsquellen sind die beiden Bücher 
und .
| Abbildung                                 | Abbildung | Wert         | Größe        | Datum            | Datum              | Datum              | Datum                          | Design                                              | Wissenswertes                                                                        |
| Vorderseite                               | Rückseite | Wert         | Größe        | Druck            | Ausgabe            | Außerkurs- setzung | Präklusiv- frist (ungültig ab) | Design                                              | Wissenswertes                                                                        |
| ----------------------------------------- | --------- | ------------ | ------------ | ---------------- | ------------------ | ------------------ | ------------------------------ | --------------------------------------------------- | ------------------------------------------------------------------------------------ |
| Österreichisch-ungarische Bank (bis 1923) |           |              |              |                  |                    |                    |                                |                                                     |                                                                                      |
|                                           |           | 10 Kronen    | 120 × 80 mm  | 31. März 1900    | 2. September 1901  | 28. Februar 1907   | 28. Februar 1913               | Rudolf Rössler                                      | gibt es auch mit Einlösevermerk auf der deutschen Seite                              |
|                                           |           | 20 Kronen    | 135 × 90 mm  | 31. März 1900    | 20. September 1900 | 30. Juni 1910      | 30. Juni 1916                  | Rudolf Rössler                                      | gibt es auch mit Einlösevermerk auf der deutschen Seite                              |
|                                           |           | 50 Kronen    | 150 × 100 mm | 2. Jänner 1902   | 26. Mai 1902       | 31. Juli 1919      | 31. Juli 1925                  | Rudolf Rössler                                      | stilisierte Frauen, auf Basis von einem Entwurf Gustav Klimts                        |
|                                           |           | 100 Kronen   | 165 × 110 mm | 2. Jänner 1902   | 20. Oktober 1902   | 31. August 1912    | 31. August 1918                | László Hegedűs                                      |                                                                                      |
|                                           |           | 1000 Kronen  | 192 × 128 mm | 2. Jänner 1902   | 2. Jänner 1903     | 31. August 1921    | 31. August 1927                | Heinrich Lefler, Joseph Urban, Ferdinand Schirnböck | Unterdruck grau-grünlich bis grau-lilarosa                                           |
|                                           |           | 10 Kronen    | 135 × 80 mm  | 2. Jänner 1904   | 25. Februar 1905   | ??                 | 31. Dezember 1921              | Josef Pfeiffer, Rudolf Rössler                      |                                                                                      |
|                                           |           | 20 Kronen    | 150 × 90 mm  | 2. Jänner 1907   | 22. Juni 1908      | 31. Dezember 1915  | 31. Dezember 1921              | Josef Pfeiffer, Rudolf Rössler                      |                                                                                      |
|                                           |           | 100 Kronen   | 163 × 108 mm | 2. Jänner 1910   | 22. August 1910    | 31. Mai 1915       | 31. Mai 1921                   | Koloman Moser                                       |                                                                                      |
|                                           |           | 100 Kronen   | 163 × 108 mm | 2. Jänner 1912   | 23. Dezember 1912  | 30. September 1922 | 30. September 1928             | Josef Pfeiffer                                      |                                                                                      |
|                                           |           | 20 Kronen    | 150 × 90 mm  | 2. Jänner 1913   | 29. September 1913 | 31. Jänner 1924    | 31. Jänner 1927                | Josef Pfeiffer                                      | ohne seitlicher Auflagenbezeichnung                                                  |
|                                           |           | 20 Kronen    | 150 × 90 mm  | 2. Jänner 1913   | 28. Oktober 1918   | 31. Jänner 1924    | 31. Jänner 1927                | Josef Pfeiffer                                      | seitliche Auflagenbezeichnung „II. AUFLAGE“                                          |
|                                           |           | 50 Kronen    | 160 × 100 mm | 2. Jänner 1914   | 18. Dezember 1916  | 31. Jänner 1924    | 31. Jänner 1927                | Josef Pfeiffer                                      |                                                                                      |
|                                           |           | 1 Krone      | 114 × 68 mm  | 5. August 1914   | nicht ausgegeben   | nicht ausgegeben   | nicht ausgegeben               | Josef Pfeiffer, Rudolf Rössler                      | 3 Exemplare bekannt                                                                  |
|                                           |           | 2 Kronen     | 113 × 68 mm  | 5. August 1914   | 21. August 1914    | ??                 | ??                             | Josef Pfeiffer, Rudolf Rössler                      | mit Serie A, B oder C                                                                |
|                                           |           | 5 Kronen     | 120 × 79 mm  | 5. August 1914   | nicht ausgegeben   | nicht ausgegeben   | nicht ausgegeben               | Josef Pfeiffer, Rudolf Rössler                      | 2 Exemplare bekannt                                                                  |
|                                           |           | 10 Kronen    | 150 × 80 mm  | 2. Jänner 1915   | 24. Juli 1916      | 31. Jänner 1924    | 31. Jänner 1927                | Josef Pfeiffer                                      |                                                                                      |
|                                           |           | 1 Krone      | 113 × 68 mm  | 1. Dezember 1916 | 21. Dezember 1916  | 31. Jänner 1924    | 31. Jänner 1927                | Hans Schramm, Rudolf Rössler, Rudolf Junk           | Serie über 7000 ist ungarische Ausgabe                                               |
|                                           |           | 2 Kronen     | 125 × 83 mm  | 1. März 1917     | 9. Juli 1917       | 31. Jänner 1924    | 31. Jänner 1927                | Hans Schramm, Rudolf Rössler, Rudolf Junk           | mit und ohne Serie A; Serie über 7000 ist ungarische Ausgabe                         |
|                                           |           | 5 Kronen     | 121 × 77 mm  | 1, Oktober 1918  | nicht ausgegeben   | nicht ausgegeben   | nicht ausgegeben               | Hans Schramm, Rudolf Rössler, Rudolf Junk           | 3 Exemplare bekannt                                                                  |
|                                           |           | 25 Kronen    | 135 × 80 mm  | 27. Oktober 1918 | 30. Oktober 1918   | 30. April 1919     | 30. April 1925                 | Rudolf Rössler                                      | Serie über 3000 ist ungarische Ausgabe von 1919                                      |
|                                           |           | 200 Kronen   | 168 × 100 mm | 27. Oktober 1918 | 30. Oktober 1918   | 30. April 1919     | 30. April 1925                 | Rudolf Rössler                                      | mit Serie B oder mit 6-stelliger Serie und Beistrich; Serie A ist ungarische Ausgabe |
|                                           |           | 10000 Kronen | 192 × 128 mm | 2. November 1918 | 19. Dezember 1918  | 30. September 1920 | 30. September 1926             | Heinrich Lefler, Joseph Urban, Ferdinand Schirnböck |                                                                                      |

## Deutschösterreichische Banknoten
Nach dem Ersten Weltkrieg und dem Zerfall der Monarchie wurden die Banknoten mit einem zusätzlichen DEUTSCHÖSTERREICH-Stempel versehen.
| Abbildung | Abbildung | Wert         | Größe        | Datum            | Datum            | Datum              | Datum                          | Design                                              | Wissenswertes |
| Vorderseite | Rückseite | Wert         | Größe        | Druck            | Ausgabe          | Außerkurs- setzung | Präklusiv- frist (ungültig ab) | Design                                              | Wissenswertes |
| --- | --------- | ------------ | ------------ | ---------------- | ---------------- | ------------------ | ------------------------------ | --------------------------------------------------- | --- |
| mit Aufdruck „DEUTSCHÖSTERREICH“ viele dieser Banknoten kommen mit zusätzlichen Stempeln vor: Variante A: zweizeiliger Stempel „NOTE ECHT / STEMPEL FALSCH“, „von der Kommission / zur Prüfung beanstandeter Noten“, mit oder ohne Paraphe der prüfenden Personen Variante B: „NOTE ECHT / Stempel nicht konstatierbar“, „von der Kommission / zur Prüfung beanstandeter Noten“, mit oder ohne Paraphe der prüfenden Personen Variante C: nur zweizeiliger Stempel „NOTE ECHT / STEMPEL FALSCH“ Variante D: mehrere Stempel „ECHT“ und faksimilierter Unterschriftenstempel Variante E: mit dreizeiligem Aufdruck „ECHT / ÖSTERREICHISCH-UNGARISCHE BANK / Hauptanstalt Wien“ und zwei Unterschriften (links gedruckt, rechts faksimiliert) |           |              |              |                  |                  |                    |                                |                                                     | |
| |           | 1 Krone      | 113 × 68 mm  | 1. Dezember 1916 | 9. Jänner 1920   | 31. Jänner 1924    | 31. Jänner 1927                | Hans Schramm, Rudolf Rössler, Rudolf Junk           | |
| |           | 2 Kronen     | 125 × 83 mm  | 1. März 1917     | 9. Jänner 1920   | 31. Jänner 1924    | 31. Jänner 1927                | Hans Schramm, Rudolf Rössler, Rudolf Junk           | |
| |           | 10 Kronen    | 150 × 80 mm  | 2. Jänner 1915   | 12. März 1919    | 31. Jänner 1924    | 31. Jänner 1927                | Josef Pfeiffer                                      | mit Tiefdruck (Serien bis 1245) oder Flachdruck (Serien ab 1240); Stempel rot oder rotorange; auch mit Stempel A                                    |
| |           | 20 Kronen    | 150 × 90 mm  | 2. Jänner 1913   | 12. März 1919    | 31. Jänner 1924    | 31. Jänner 1927                | Josef Pfeiffer                                      | ohne seitlicher Auflagenbezeichnung, mit Aufdruck waagrecht auf dem Wappen; auch mit Stempeln A oder C                                              |
| |           | 20 Kronen    | 150 × 90 mm  | 2. Jänner 1913   | 12. März 1919    | 31. Jänner 1924    | 31. Jänner 1927                | Josef Pfeiffer                                      | ohne seitlicher Auflagenbezeichnung, mit Aufdruck unter dem Wappen; auch mit Stempeln A oder C                                                      |
| |           | 20 Kronen    | 150 × 90 mm  | 2. Jänner 1913   | 12. März 1919    | 31. Jänner 1924    | 31. Jänner 1927                | Josef Pfeiffer                                      | seitliche Auflagenbezeichnung „II. AUFLAGE“, mit Aufdruck waagrecht auf dem Wappen; auch mit Stempeln A oder D                                      |
| |           | 20 Kronen    | 150 × 90 mm  | 2. Jänner 1913   | 12. März 1919    | 31. Jänner 1924    | 31. Jänner 1927                | Josef Pfeiffer                                      | seitliche Auflagenbezeichnung „II. AUFLAGE“, mit Aufdruck unter dem Wappen, Stempel rot oder orange; auch mit Stempeln A oder D                     |
| |           | 50 Kronen    | 160 × 100 mm | 2. Jänner 1914   | 12. März 1919    | 31. Jänner 1924    | 31. Jänner 1927                | Josef Pfeiffer                                      | auch mit Stempeln A oder C |
| |           | 100 Kronen   | 163 × 108 mm | 2. Jänner 1912   | 12. März 1919    | 31. Jänner 1924    | 31. Jänner 1927                | Josef Pfeiffer                                      | auch mit Stempeln A, B oder C |
| |           | 1000 Kronen  | 192 × 128 mm | 2. Jänner 1902   | 12. März 1919    | 31. Jänner 1924    | 31. Jänner 1927                | Heinrich Lefler, Joseph Urban, Ferdinand Schirnböck | Unterdruck grau-grün bis grau-rosa; auch mit Stempeln A, C oder E                                                                                   |
| |           | 10000 Kronen | 192 × 128 mm | 2. November 1918 | 12. März 1919    | 31. März 1925      | 31. März 1928                  | Heinrich Lefler, Joseph Urban, Ferdinand Schirnböck | auch mit Stempeln A, C oder E |
| |           | 1000 Kronen  | 192 × 128 mm | 2. Jänner 1902   | 3. Mai 1920      | 31. Jänner 1924    | 31. Jänner 1927                | Heinrich Lefler, Joseph Urban, Ferdinand Schirnböck | Interimsbanknoten; mit Stempel E |
| |           | 10000 Kronen | 192 × 128 mm | 2. November 1918 | 3. Mai 1920      | 31. März 1925      | 31. März 1928                  | Heinrich Lefler, Joseph Urban, Ferdinand Schirnböck | Interimsbanknoten; mit Stempel E |
| |           | 100 Kronen   | 163 × 108 mm | 2. Jänner 1912   | 31. Juli 1920    | 31. Jänner 1924    | 31. Jänner 1927                | Josef Pfeiffer                                      | Vorderseite und Rückseite gleich; Papier dick (bis Serie 3490, KN 18331 belegt) oder dünn (ab Serie 3490, KN 28583 belegt); Stempel rot oder orange |
| |           | 1000 Kronen  | 192 × 128 mm | 2. Jänner 1902   | 8. Mai 1920      | 31. Jänner 1924    | 31. Jänner 1927                | Heinrich Lefler, Joseph Urban, Ferdinand Schirnböck | Unterdruck grünlich bis rosa; Stempel rot oder orange                                                                                               |
| |           | 10000 Kronen | 192 × 128 mm | 2. November 1918 | 17. Mai 1920     | 31. März 1925      | 31. März 1928                  | Heinrich Lefler, Joseph Urban, Ferdinand Schirnböck | Stempel rot oder orange |
| |           | 1000 Kronen  | 192 × 128 mm | 2. Jänner 1902   | 1920             | 31. Jänner 1924    | 31. Jänner 1927                | Heinrich Lefler, Joseph Urban, Ferdinand Schirnböck | Stempel waagrecht rechts von Adlerkrone; Serien bis 2009 belegt                                                                                     |
| |           | 1000 Kronen  | 192 × 128 mm | 2. Jänner 1902   | 1920             | 31. Jänner 1924    | 31. Jänner 1927                | Rudolf Rössler, Heinrich Lefler, RS: Rudolf Junk    | Stempel beginnt auf Adlerkrone; nur Serie 2986 belegt                                                                                               |
| |           | 1000 Kronen  | 192 × 128 mm | 2. Jänner 1902   | 1920             | 31. Jänner 1924    | 31. Jänner 1927                | Rudolf Rössler, Heinrich Lefler, RS: Rudolf Junk    | links unten „II. AUFLAGE“, Stempel waagrecht rechts von Adlerkrone; Unterdruck grünlich; Serien bis 2114 belegt                                     |
| |           | 1000 Kronen  | 192 × 128 mm | 2. Jänner 1902   | 1920             | 31. Jänner 1924    | 31. Jänner 1927                | Rudolf Rössler, Heinrich Lefler, RS: Rudolf Junk    | links unten „II. AUFLAGE“, Stempel beginnt auf Adlerkrone; Unterdruck grünlich bis rosa; Serien ab 2502 belegt                                      |
| |           | 10000 Kronen | 192 × 128 mm | 2. November 1918 | 1920             | 31. März 1925      | 31. März 1928                  | Rudolf Rössler, Heinrich Lefler, RS: Rudolf Junk    | Stempel waagrecht rechts von Adlerkrone; Unterdruck grau-grün bis grau-beige                                                                        |
| |           | 10000 Kronen | 192 × 128 mm | 2. November 1918 | 1920             | 31. März 1925      | 31. März 1928                  | Rudolf Rössler, Heinrich Lefler, RS: Rudolf Junk    | linker Rand „II.AUFLAGE“; Stempel beginnt auf Adlerkrone                                                                                            |
| |           | 10000 Kronen | 192 × 128 mm | 2. November 1918 | 1920             | 31. März 1925      | 31. März 1928                  | Rudolf Rössler, Heinrich Lefler, RS: Rudolf Junk    | linker Rand „II.AUFLAGE“; Stempel waagrecht rechts von Adlerkrone                                                                                   |
| mit zweizeiligem Stempel „Ausgegeben nach dem 4. Oktober 1920“ |           |              |              |                  |                  |                    |                                |                                                     | |
| |           | 1 Krone      | 113 × 68 mm  | 1. Dezember 1916 | 21. Oktober 1920 | 31. Jänner 1924    | 31. Jänner 1927                | Hans Schramm, Rudolf Rössler, Rudolf Junk           | |
| |           | 2 Kronen     | 125 × 83 mm  | 1. März 1917     | 21. Oktober 1920 | 31. Jänner 1924    | 31. Jänner 1927                | Hans Schramm, Rudolf Rössler, Rudolf Junk           | Aufdruck auf deutscher oder ungarischer Seite; mit oder ohne Serie A                                                                                |
| |           | 10 Kronen    | 150 × 80 mm  | 2. Jänner 1915   | 21. Oktober 1920 | 31. Jänner 1924    | 31. Jänner 1927                | Josef Pfeiffer                                      | |
| |           | 20 Kronen    | 150 × 90 mm  | 2. Jänner 1913   | 21. Oktober 1920 | 31. Jänner 1924    | 31. Jänner 1927                | Josef Pfeiffer                                      | ohne seitlicher Auflagenbezeichnung |
| |           | 20 Kronen    | 150 × 90 mm  | 2. Jänner 1913   | 21. Oktober 1920 | 31. Jänner 1924    | 31. Jänner 1927                | Josef Pfeiffer                                      | seitliche Auflagenbezeichnung „II. AUFLAGE“ |
| |           | 50 Kronen    | 160 × 100 mm | 2. Jänner 1914   | 21. Oktober 1920 | 31. Jänner 1924    | 31. Jänner 1927                | Josef Pfeiffer                                      | |
| |           | 100 Kronen   | 163 × 108 mm | 2. Jänner 1912   | 21. Oktober 1920 | 31. Jänner 1924    | 31. Jänner 1927                | Josef Pfeiffer                                      | |
| |           | 1000 Kronen  | 192 × 128 mm | 2. Jänner 1902   | 21. Oktober 1920 | 31. Jänner 1924    | 31. August 1927                | Rudolf Rössler, Heinrich Lefler                     | |

## Donaustaat-Banknoten
Nach dem 1. Weltkrieg gab es Politiker, die sich nicht mit dem Untergang der Monarchie abfinden konnten. Deswegen wurden Banknoten für einen künftigen Donaustaat gedruckt, zu dem Österreich, Ungarn und vielleicht sogar die Tschechoslowakei gehören sollten. Da dieser Staat aber niemals realisiert worden ist, wurden die Scheine später den Österreichischen Lotterien zur Verfügung gestellt, welche diese zwischen 1923 und 1938 für die 9. bis 39. Ziehung als Lose verwendet haben. Aus zeitgeschichtlichem Interesse werden sie aber in beinahe jedem österreichischen Banknoten-Katalog angeführt.
| Abbildung        | Abbildung | Wert         | Größe        | Datum  | Datum            | Datum              | Datum                          | Design      | Wissenswertes            |
| Vorderseite      | Rückseite | Wert         | Größe        | Druck  | Ausgabe          | Außerkurs- setzung | Präklusiv- frist (ungültig ab) | Design      | Wissenswertes            |
| ---------------- | --------- | ------------ | ------------ | ------ | ---------------- | ------------------ | ------------------------------ | ----------- | ------------------------ |
| Donaustaat-Noten |           |              |              |        |                  |                    |                                |             |                          |
|                  |           | 10 Kronen    | 155 × 85 mm  | (1921) | nicht ausgegeben | nicht ausgegeben   | nicht ausgegeben               | Rudolf Junk |                          |
|                  |           | 10 Kronen    | 155 × 85 mm  | (1921) | 1923             | 1937               | ---                            | Rudolf Junk |                          |
|                  |           | 20 Kronen    | 155 × 95 mm  | (1921) | nicht ausgegeben | nicht ausgegeben   | nicht ausgegeben               | Rudolf Junk | nur ein Exemplar bekannt |
|                  |           | 20 Kronen    | 155 × 95 mm  | (1921) | 1923             | 1937               | ---                            | Rudolf Junk |                          |
|                  |           | 50 Kronen    | 168 × 106 mm | (1921) | nicht ausgegeben | nicht ausgegeben   | nicht ausgegeben               | Rudolf Junk |                          |
|                  |           | 50 Kronen    | 168 × 106 mm | (1921) | 1923             | 1937               | ---                            | Rudolf Junk |                          |
|                  |           | 100 Kronen   | 174 × 117 mm | (1921) | nicht ausgegeben | nicht ausgegeben   | nicht ausgegeben               | Rudolf Junk |                          |
|                  |           | 100 Kronen   | 174 × 117 mm | (1921) | 1923             | 1937               | ---                            | Rudolf Junk |                          |
|                  |           | 1000 Kronen  | 200 × 133 mm | (1921) | nicht ausgegeben | nicht ausgegeben   | nicht ausgegeben               | Rudolf Junk | 2 Exemplare bekannt      |
|                  |           | 1000 Kronen  | 200 × 133 mm | (1921) | 1923             | 1937               | ---                            | Rudolf Junk |                          |
|                  |           | 10000 Kronen | 200 × 137 mm | (1921) | nicht ausgegeben | nicht ausgegeben   | nicht ausgegeben               | Rudolf Junk | 2 Exemplare bekannt      |
|                  |           | 10000 Kronen | 200 × 137 mm | (1921) | 1923             | 1937               | ---                            | Rudolf Junk |                          |

## Inflationskronen
Im Jahr 1922 wurde die letzte Serie von Kronen-Banknoten gedruckt. Wegen der immer schnelleren Inflation wurde auf Sicherheitsmerkmale immer mehr verzichtet, sodass der 1-Kronen-Schein und der 2-Kronen-Schein sogar eine leere Rückseite hatte. Diese Kronen-Scheine nennt man auch Inflationskronen.
| Abbildung                                                    | Abbildung | Wert          | Größe        | Datum              | Datum              | Datum              | Datum                          | Design                      | Wissenswertes |
| Vorderseite                                                  | Rückseite | Wert          | Größe        | Druck              | Ausgabe            | Außerkurs- setzung | Präklusiv- frist (ungültig ab) | Design                      | Wissenswertes |
| ------------------------------------------------------------ | --------- | ------------- | ------------ | ------------------ | ------------------ | ------------------ | ------------------------------ | --------------------------- | --- |
| Österreichisch-ungarische Bank (bis 1923) – Inflationskronen |           |               |              |                    |                    |                    |                                |                             | |
|                                                              |           | 1 Krone       | 76 × 56 mm   | 2. Jänner 1922     | 24. Juli 1922      | 31. Mai 1934       | 31. Mai 1937                   | Rudolf Junk                 | |
|                                                              |           | 2 Kronen      | 82 × 60 mm   | 2. Jänner 1922     | 24. Juli 1922      | 31. Mai 1934       | 31. Mai 1937                   | Rudolf Junk, Rudolf Rössler | |
|                                                              |           | 10 Kronen     | 94 × 70 mm   | 2. Jänner 1922     | 26. Juli 1922      | 31. Mai 1934       | 31. Mai 1937                   | Rudolf Junk, Rudolf Rössler | |
|                                                              |           | 20 Kronen     | 100 × 74 mm  | 2. Jänner 1922     | 12. August 1922    | 31. Mai 1934       | 31. Mai 1937                   | Rudolf Junk, Rudolf Rössler | |
|                                                              |           | 100 Kronen    | 107 × 79 mm  | 2. Jänner 1922     | 5. Juli 1922       | 31. August 1925    | 31. August 1928                | Rudolf Junk, Rudolf Rössler | |
|                                                              |           | 1000 Kronen   | 116 × 86 mm  | 2. Jänner 1922     | 17. Juli 1922      | 31. August 1925    | 31. August 1928                | Rudolf Junk, Rudolf Rössler | existiert ohne Wasserzeichen (Serien bis 2999, 3225 bis 3342 belegt) und mit Wasserzeichen (Serien 3001 bis 3164 belegt) |
|                                                              |           | 5000 Kronen   | 193 × 106 mm | 2. Jänner 1922     | 26. Jänner 1922    | ??                 | ??                             | Hans Schramm, Rudolf Junk   | |
|                                                              |           | 50000 Kronen  | 193 × 106 mm | 2. Jänner 1922     | 28. Jänner 1922    | 31. März 1926      | ??                             | Hans Schramm, Rudolf Junk   | existiert mit und ohne Stern vor der Kontrollnummer rechts unten                                                         |
|                                                              |           | 100000 Kronen | 195 × 132 mm | 2. Jänner 1922     | 12. August 1922    | 31. März 1926      | ??                             | Hans Schramm, Rudolf Junk   | |
|                                                              |           | 500000 Kronen | 198 × 107 mm | 20. September 1922 | 26. September 1922 | 31. März 1926      | 31. März 1929                  | Karl Sterrer, Rudolf Junk   | |

## Der Übergang zum Schilling
Im Jahr 1924 wurde die Krone durch den Schilling ersetzt. Für 10000 Kronen bekam man 1 Schilling. Der Plural von Schilling war bei der ersten Schilling-Ausgabe noch Schillinge.
| Abbildung                    | Abbildung | Wert                       | Größe       | Datum          | Datum            | Datum              | Datum                          | Design                    | Wissenswertes                                                                                                  |
| Vorderseite                  | Rückseite | Wert                       | Größe       | Druck          | Ausgabe          | Außerkurs- setzung | Präklusiv- frist (ungültig ab) | Design                    | Wissenswertes                                                                                                  |
| ---------------------------- | --------- | -------------------------- | ----------- | -------------- | ---------------- | ------------------ | ------------------------------ | ------------------------- | --- |
| Österreichische Nationalbank |           |                            |             |                |                  |                    |                                |                           | |
|                              |           | 10000 Kronen               | 126 × 79 mm | 2. Jänner 1924 | 8. April 1924    | 31. Dezember 1926  | 31. Dezember 1929              | Rudolf Junk               | |
|                              |           | 1 Million Kronen           | 193 × 93 mm | 1. Juli 1924   | nicht ausgegeben | nicht ausgegeben   | nicht ausgegeben               | Rudolf Junk, Karl Sterrer | 3 Exemplare bekannt, Abbildung ist Muster; dieser Entwurf wurde später für den 100-Schillinge-Schein verwendet |
|                              |           | 10000 Kronen = 1 Schilling | 126 × 79 mm | 2. Jänner 1924 | 11. Mai 1925     | 31. Dezember 1926  | 31. Dezember 1929              | Rudolf Junk               | der einzige Schein mit Kronen- und Schilling-Angabe                                                            |

## Kassenscheine
Die folgenden Kassenscheine zirkulierten vor allem zwischen Notenbank und Darlehenskasse. Eine Annahmeverpflichtung für Private bestand nicht, sodass sie mit Banknoten nicht direkt vergleichbar sind. Die Informationen darüber finden sich in .
| Abbildung     | Abbildung | Wert               | Größe            | Datum              | Datum   | Datum              | Datum                          | Design | Wissenswertes                                                             |
| Vorderseite   | Rückseite | Wert               | Größe            | Druck              | Ausgabe | Außerkurs- setzung | Präklusiv- frist (ungültig ab) | Design | Wissenswertes                                                             |
| ------------- | --------- | ------------------ | ---------------- | ------------------ | ------- | ------------------ | ------------------------------ | ------ | ------------------------------------------------------------------------- |
| Kassenscheine |           |                    |                  |                    |         |                    |                                |        |                                                                           |
|               |           | 250 Kronen         | 250 × 140 mm     | 26. September 1914 |         |                    |                                |        |                                                                           |
|               |           | 2000 Kronen        | 250 × 140 mm     | 26. September 1914 |         |                    |                                |        |                                                                           |
|               |           | 10000 Kronen       | 250 × 140 mm     | 26. September 1914 |         |                    |                                |        |                                                                           |
|               |           | 1000 Kronen        | ca. 230 × 130 mm | 1918               |         |                    |                                |        | verschiedene Daten gedruckt oder gestempelt; Rückseite leer oder mit Text |
|               |           | 5000 Kronen        | ca. 230 × 130 mm | 1918               |         |                    |                                |        | verschiedene Daten gedruckt oder gestempelt; Rückseite leer oder mit Text |
|               |           | 10000 Kronen       | ca. 230 × 130 mm | 1918               |         |                    |                                |        | verschiedene Daten gestempelt                                             |
|               |           | 100000 Kronen      | ca. 230 × 130 mm | 1918               |         |                    |                                |        | verschiedene Daten gestempelt                                             |
|               |           | 1000 Kronen        | 220 × 129 mm     | 23. Dezember 1921  |         |                    |                                |        | kommen auch eingelöst und entwertet vor                                   |
|               |           | 5000 Kronen        | 220 × 129 mm     | 23. Dezember 1921  |         |                    |                                |        | kommen auch eingelöst und entwertet vor                                   |
|               |           | 10000 Kronen       | 220 × 129 mm     | 23. Dezember 1921  |         |                    |                                |        | kommen auch eingelöst und entwertet vor                                   |
|               |           | 100000 Kronen      | 220 × 129 mm     | 23. Dezember 1921  |         |                    |                                |        | kommen auch eingelöst und entwertet vor                                   |
|               |           | 1 Million Kronen   | 210 × 106 mm     | 11. September 1922 |         |                    |                                |        | kommen auch eingelöst und entwertet vor                                   |
|               |           | 5 Millionen Kronen | 210 × 106 mm     | 11. September 1922 |         |                    |                                |        | kommen auch eingelöst und entwertet vor                                   |

## Verwendung der Kronen-Banknoten in Rumänien
Die Bukowina, Siebenbürgen und das Banat verlor die österreichisch-ungarische Monarchie an Rumänien. Die dort gehandelten österreichischen Kronen-Banknoten wurden vom 16. Juni 1919 bis zum 19. Juli 1919 mit einem schwarzen Rundstempel mit Wortlaut „ROMANIA TIMBRU SPECIAL“ und dem rumänischen Staatswappen versehen. In der Bukowina wurde der Stempel auf der deutschen Seite der Banknote angebracht, in Siebenbürgen und im Banat auf der ungarischen Seite. Die 1- und 2-Kronen-Banknoten blieben ungestempelt gültig. Im Gegensatz zu anderen Staaten wurden auch Banknoten, die in Jugoslawien oder in Ungarn gestempelt wurden, nochmals gestempelt.
| Abbildung   | Abbildung | Wert         | Größe        | Datum            | Datum   | Datum              | Datum                          | Design                          | Wissenswertes                                                                                 |
| Vorderseite | Rückseite | Wert         | Größe        | Druck            | Ausgabe | Außerkurs- setzung | Präklusiv- frist (ungültig ab) | Design                          | Wissenswertes                                                                                 |
| ----------- | --------- | ------------ | ------------ | ---------------- | ------- | ------------------ | ------------------------------ | ------------------------------- | --------------------------------------------------------------------------------------------- |
|             |           | 10 Kronen    | 135 × 80 mm  | 2. Jänner 1904   |         |                    |                                | Josef Pfeiffer, Rudolf Rössler  | mit Stempel auf deutscher oder ungarischer Seite                                              |
|             |           | 10 Kronen    | 150 × 80 mm  | 2. Jänner 1915   |         |                    |                                | Josef Pfeiffer                  | mit Stempel auf deutscher oder ungarischer Seite                                              |
|             |           | 20 Kronen    | 150 × 90 mm  | 2. Jänner 1907   |         |                    |                                | Josef Pfeiffer, Rudolf Rössler  | mit Stempel auf deutscher (Existenz fraglich) oder ungarischer Seite                          |
|             |           | 20 Kronen    | 150 × 90 mm  | 2. Jänner 1915   |         |                    |                                | Josef Pfeiffer                  | ohne seitlicher Auflagenbezeichnung, mit Stempel auf deutscher oder ungarischer Seite         |
|             |           | 20 Kronen    | 150 × 90 mm  | 2. Jänner 1913   |         |                    |                                | Josef Pfeiffer                  | seitliche Auflagenbezeichnung „II. AUFLAGE“, mit Stempel auf deutscher oder ungarischer Seite |
|             |           | 50 Kronen    | 150 × 100 mm | 2. Jänner 1902   |         |                    |                                | Rudolf Rössler                  | mit Stempel auf deutscher oder ungarischer Seite                                              |
|             |           | 50 Kronen    | 160 × 100 mm | 2. Jänner 1914   |         |                    |                                | Josef Pfeiffer                  | mit Stempel auf deutscher oder ungarischer Seite                                              |
|             |           | 100 Kronen   | 163 × 108 mm | 2. Jänner 1910   |         |                    |                                | Koloman Moser                   | mit Stempel auf deutscher (Existenz fraglich) oder ungarischer Seite                          |
|             |           | 100 Kronen   | 163 × 108 mm | 2. Jänner 1912   |         |                    |                                | Josef Pfeiffer                  | mit Stempel auf deutscher oder ungarischer Seite                                              |
|             |           | 1000 Kronen  | 192 × 128 mm | 2. Jänner 1902   |         |                    |                                | Rudolf Rössler, Heinrich Lefler | mit Stempel auf deutscher oder ungarischer Seite                                              |
|             |           | 10000 Kronen | 192 × 128 mm | 2. November 1918 |         |                    |                                | Rudolf Rössler, Heinrich Lefler | mit Stempel auf deutscher (Existenz fraglich) oder ungarischer Seite                          |

## Verwendung der Kronen-Banknoten in der Tschechoslowakei
Im März 1919 führte die Tschechoslowakei die Währungstrennung durch. Die 10-, 20-, 50- und 100-Kronen-Banknoten wurden auf der ungarischen Seite mit einer Stempelmarke versehen. Auf die 1000-Kronen-Banknote wurde ein markenähnlicher Aufdruck gedruckt. Weil diese tschechischen Banknoten oft gefälscht wurden (zum Beispiel mit falschen Marken), wurden diese mit verschiedenen Stempeln entwertet.
| Abbildung                | Abbildung                | Wert        | Größe        | Datum          | Datum        | Datum              | Datum                          | Design                          | Wissenswertes                                                                                     |
| Vorderseite              | Rückseite                | Wert        | Größe        | Druck          | Ausgabe      | Außerkurs- setzung | Präklusiv- frist (ungültig ab) | Design                          | Wissenswertes                                                                                     |
| ------------------------ | ------------------------ | ----------- | ------------ | -------------- | ------------ | ------------------ | ------------------------------ | ------------------------------- | ------------------------------------------------------------------------------------------------- |
| alternative Beschreibung | alternative Beschreibung | 10 Kronen   | 150 × 80 mm  | 2. Jänner 1915 | 3. März 1919 | 20. Juni 1920      |                                | Josef Pfeiffer                  | mit blauer 10-Heller-Klebemarke                                                                   |
| alternative Beschreibung | alternative Beschreibung | 20 Kronen   | 150 × 90 mm  | 2. Jänner 1913 | 3. März 1919 | 20. Juni 1920      |                                | Josef Pfeiffer                  | ohne seitlicher Auflagenbezeichnung, mit roter 20-Heller-Klebemarke                               |
|                          |                          | 20 Kronen   | 150 × 90 mm  | 2. Jänner 1913 | 3. März 1919 | 20. Juni 1920      |                                | Josef Pfeiffer                  | seitliche Auflagenbezeichnung „II. AUFLAGE“, mit roter 20-Heller-Klebemarke                       |
| alternative Beschreibung | alternative Beschreibung | 50 Kronen   | 160 × 100 mm | 2. Jänner 1914 | 3. März 1919 | 20. Februar 1920   |                                | Josef Pfeiffer                  | mit brauner 50-Heller-Klebemarke (durchgestrichene Marke deutet auf Fälschungs-Kennzeichnung hin) |
|                          | alternative Beschreibung | 100 Kronen  | 163 × 108 mm | 2. Jänner 1912 | 3. März 1919 | 15. November 1919  |                                | Josef Pfeiffer                  | mit roter 1-Kronen-Klebemarke                                                                     |
| alternative Beschreibung | alternative Beschreibung | 1000 Kronen | 192 × 128 mm | 2. Jänner 1902 | 3. März 1919 | 15. November 1919  |                                | Rudolf Rössler, Heinrich Lefler | mit rotem markenähnlichen 10-Kronen-Aufdruck                                                      |

## Verwendung der Kronen-Banknoten in Ungarn
Nach dem Ersten Weltkrieg trat Ungarn aus der Realunion mit Österreich aus, die k. u. k. Monarchie war aufgelöst. Die umlaufenden österreichischen Banknoten  behielten aber vorerst ihre Gültigkeit. Die 1-, 2-, 25- und 200-Kronen-Banknoten wurden in etwas geänderter Ausführung mit anderen Seriennummer-Varianten gedruckt, die restlichen Banknoten  wurden mit einem dunkelroten Rundstempel mit der Umschrift „MAGYARORSZAG“ im Ornamentkranz abgestempelt. Später wurden auch die 25- und 200-Kronen-Banknoten abgestempelt. Weil es zahlreiche Stempelfälschungen gegeben hat, wurden die Stempel mit einem schwarzen Andreaskreuz durchgestrichen und mit einer neuen Nummer und einem zusätzlichen Stempel versehen. Später begnügte man sich nur noch mit dem Andreaskreuz.
| Abbildung | Abbildung | Wert         | Größe        | Datum            | Datum            | Datum              | Datum                          | Design                                    | Wissenswertes |
| Vorderseite | Rückseite | Wert         | Größe        | Druck            | Ausgabe          | Außerkurs- setzung | Präklusiv- frist (ungültig ab) | Design                                    | Wissenswertes |
| --- | --------- | ------------ | ------------ | ---------------- | ---------------- | ------------------ | ------------------------------ | ----------------------------------------- | --- |
| |           | 1 Krone      | 113 × 68 mm  | 1. Dezember 1916 | 30. April 1919   | 13. Juni 1922      |                                | Hans Schramm, Rudolf Rössler, Rudolf Junk | Serie über 7000 (ungarische Ausgabe) ohne und mit Stern nach der Serie, ohne Stempel                                                                |
| |           | 2 Kronen     | 125 × 83 mm  | 1. März 1917     | 25. Mai 1919     | 13. Mai 1922       |                                | Hans Schramm, Rudolf Rössler, Rudolf Junk | Serie über 7000 (ungarische Ausgabe), „Generalsekretär“ oder „Genenalsekretär“ unter der rechten Unterschrift auf der deutschen Seite, ohne Stempel |
| |           | 10 Kronen    | 135 × 80 mm  | 2. Jänner 1904   | 19. März 1920    | 31. Dezember 1922  |                                | Josef Pfeiffer, Rudolf Rössler            | mit Stempel |
| |           | 10 Kronen    | 150 × 80 mm  | 2. Jänner 1915   | 19. März 1920    | 31. Dezember 1922  |                                | Josef Pfeiffer                            | mit Stempel |
| |           | 20 Kronen    | 150 × 90 mm  | 2. Jänner 1907   |                  |                    |                                | Josef Pfeiffer, Rudolf Rössler            | mit Stempel |
| |           | 20 Kronen    | 150 × 90 mm  | 2. Jänner 1913   | 19. März 1920    | 31. Dezember 1922  |                                | Josef Pfeiffer                            | ohne seitlicher Auflagenbezeichnung, mit Stempel |
| |           | 20 Kronen    | 150 × 90 mm  | 2. Jänner 1913   | 19. März 1920    | 31. Dezember 1922  |                                | Josef Pfeiffer                            | seitliche Auflagenbezeichnung „II. AUFLAGE“, mit Stempel                                                                                            |
| |           | 25 Kronen    | 135 × 80 mm  | 27. Oktober 1918 | 25. April 1919   | 11. November 1920  |                                | Rudolf Rössler                            | Serie über 3000, Rückseite mit oder ohne Wellenlinien, ohne Stempel                                                                                 |
| |           | 25 Kronen    | 135 × 80 mm  | 27. Oktober 1918 | 19. März 1920    | 31. Dezember 1922  |                                | Rudolf Rössler                            | Serie bis 2000 (österreichische Ausgabe), Rückseite mit Wellenlinien, mit Stempel                                                                   |
| |           | 25 Kronen    | 135 × 80 mm  | 27. Oktober 1918 |                  |                    |                                | Rudolf Rössler                            | Serie über 3000 (ungarische Ausgabe), Rückseite ohne und mit Wellenlinien, mit Stempel                                                              |
| |           | 50 Kronen    | 150 × 100 mm | 2. Jänner 1902   |                  |                    |                                | Rudolf Rössler                            | mit Stempel |
| |           | 50 Kronen    | 160 × 100 mm | 2. Jänner 1914   | 19. März 1920    | 31. Dezember 1922  |                                | Josef Pfeiffer                            | mit Stempel |
| |           | 100 Kronen   | 163 × 108 mm | 2. Jänner 1910   | 1920             |                    |                                | Koloman Moser                             | mit Stempel |
| |           | 100 Kronen   | 163 × 108 mm | 2. Jänner 1912   | 19. März 1920    | 31. Dezember 1922  |                                | Josef Pfeiffer                            | mit Stempel |
| |           | 200 Kronen   | 168 × 100 mm | 27. Oktober 1918 | 7. November 1918 | 11. November 1920  |                                | Rudolf Rössler                            | mit Serie A bis 2000 (ungarische Ausgabe), Rückseite leer, ohne Stempel                                                                             |
| |           | 200 Kronen   | 168 × 100 mm | 27. Oktober 1918 | 20. Mai 1919     | 11. November 1920  |                                | Rudolf Rössler                            | mit Serie A über 2000 (ungarische Ausgabe), Rückseite ohne oder mit Wellenlinien, ohne Stempel                                                      |
| |           | 200 Kronen   | 168 × 100 mm | 27. Oktober 1918 | 19. März 1920    | 31. Dezember 1922  |                                | Rudolf Rössler                            | mit Serie B (österreichische Ausgabe), Rückseite mit Wellenlinien, mit Stempel                                                                      |
| |           | 200 Kronen   | 168 × 100 mm | 27. Oktober 1918 | 19. März 1920    | 31. Dezember 1922  |                                | Rudolf Rössler                            | Serie 6-stellig, Nummer 5-stellig (österreichische Ausgabe), Rückseite mit Wellenlinien, mit Stempel                                                |
| |           | 200 Kronen   | 168 × 100 mm | 27. Oktober 1918 | 19. März 1920    | 31. Dezember 1922  |                                | Rudolf Rössler                            | mit Serie A bis 2000 (ungarische Ausgabe), Rückseite ohne Wellenlinien, mit Stempel                                                                 |
| |           | 200 Kronen   | 168 × 100 mm | 27. Oktober 1918 | 19. März 1920    | 31. Dezember 1922  |                                | Rudolf Rössler                            | mit Serie A über 2000 (ungarische Ausgabe), Rückseite ohne oder mit Wellenlinien, mit Stempel                                                       |
| |           | 1000 Kronen  | 192 × 128 mm | 2. Jänner 1902   | 19. März 1920    | 31. Dezember 1922  |                                | Rudolf Rössler, Heinrich Lefler           | mit Stempel |
| |           | 10000 Kronen | 192 × 128 mm | 2. November 1918 | 19. März 1920    | 31. Dezember 1922  |                                | Rudolf Rössler, Heinrich Lefler           | mit Stempel |
| „MAGYARORSZAG“-Stempel mit Andreaskreuz durchgestrichen, eine weitere Nummer und mit zusätzlichem Stempel „Stempel wurde von der kön. ung. Staatsdruckerei in Budapest laut Mitteilung der Oesterreichisch-ungarischen Bank, Hauptanstalt in Budapest als unecht befunden.“ |           |              |              |                  |                  |                    |                                |                                           | |
| |           | 20 Kronen    | 150 × 90 mm  | 2. Jänner 1913   | 1920             |                    |                                | Josef Pfeiffer                            | ohne seitlicher Auflagenbezeichnung, mit zwei Stempel, Andreaskreuz und neuer Nummer                                                                |
| |           | 20 Kronen    | 150 × 90 mm  | 2. Jänner 1913   | 1920             |                    |                                | Josef Pfeiffer                            | seitliche Auflagenbezeichnung „II. AUFLAGE“, mit zwei Stempel, Andreaskreuz und neuer Nummer                                                        |
| |           | 50 Kronen    | 160 × 100 mm | 2. Jänner 1914   | 1920             |                    |                                | Josef Pfeiffer                            | mit zwei Stempel, Andreaskreuz und neuer Nummer |
| |           | 100 Kronen   | 163 × 108 mm | 2. Jänner 1912   | 1920             |                    |                                | Josef Pfeiffer                            | mit zwei Stempel, Andreaskreuz und neuer Nummer |
| |           | 1000 Kronen  | 192 × 128 mm | 2. Jänner 1902   | 1920             |                    |                                | Rudolf Rössler, Heinrich Lefler           | mit zwei Stempel, Andreaskreuz und neuer Nummer |
| |           | 10000 Kronen | 192 × 128 mm | 2. November 1918 | 1920             |                    |                                | Rudolf Rössler, Heinrich Lefler           | mit zwei Stempel, Andreaskreuz und neuer Nummer |
| „MAGYARORSZAG“-Stempel mit Andreaskreuz durchgestrichen, sonst keine weiteren Nummern und Stempel |           |              |              |                  |                  |                    |                                |                                           | |
| |           | 10 Kronen    | 135 × 80 mm  | 2. Jänner 1904   | 1920             |                    |                                | Josef Pfeiffer, Rudolf Rössler            | mit Stempel und Andreaskreuz |
| |           | 10 Kronen    | 150 × 80 mm  | 2. Jänner 1915   | 1920             |                    |                                | Josef Pfeiffer                            | mit Stempel und Andreaskreuz |
| |           | 20 Kronen    | 150 × 90 mm  | 2. Jänner 1913   | 1920             |                    |                                | Josef Pfeiffer                            | ohne seitlicher Auflagenbezeichnung, mit Stempel und Andreaskreuz                                                                                   |
| |           | 20 Kronen    | 150 × 90 mm  | 2. Jänner 1913   | 1920             |                    |                                | Josef Pfeiffer                            | seitliche Auflagenbezeichnung „II. AUFLAGE“, mit Stempel und Andreaskreuz                                                                           |
| |           | 50 Kronen    | 160 × 100 mm | 2. Jänner 1914   | 1920             |                    |                                | Josef Pfeiffer                            | mit Stempel und Andreaskreuz |
| |           | 100 Kronen   | 163 × 108 mm | 2. Jänner 1912   | 1920             |                    |                                | Josef Pfeiffer                            | mit Stempel und Andreaskreuz |
| |           | 200 Kronen   | 168 × 100 mm | 27. Oktober 1918 | 1920             |                    |                                | Rudolf Rössler                            | mit Serie A bis 2000 (ungarische Ausgabe), Rückseite ohne Wellenlinien, mit Stempel und Andreaskreuz                                                |
| |           | 200 Kronen   | 168 × 100 mm | 27. Oktober 1918 | 1920             |                    |                                | Rudolf Rössler                            | mit Serie A über 2000 (ungarische Ausgabe), Rückseite mit Wellenlinien, mit Stempel und Andreaskreuz                                                |
| |           | 1000 Kronen  | 192 × 128 mm | 2. Jänner 1902   | 1920             |                    |                                | Rudolf Rössler, Heinrich Lefler           | mit Stempel und Andreaskreuz |
| |           | 10000 Kronen | 192 × 128 mm | 2. November 1918 | 1920             |                    |                                | Rudolf Rössler, Heinrich Lefler           | mit Stempel und Andreaskreuz |